# Роні Кальдерон
Роні Кальдерон (івр. רוני קלדרון; нар. 5 лютого 1952) — колишній ізраїльський професійний футболіст, який грав на позиції півзахисника. Він зіграв дев'ять матчів та забив один гол за збірну Ізраїлю.

## Досягнення
«Хапоель» Тель-Авів:
- Прем'єр-ліга Ізраїлю: 1968/69
- Юнацький (U-19) кубок Азії: 1971
- Кубок Ізраїлю: 1971/72
- Суперкубок Ізраїлю: 1969